# سلطنة وداي
سلطنة وداي (بين عامي 1501 و 1912)، كانت سلطنةً أفريقيةً في شرق بحيرة تشاد في تشاد الحالية وجمهورية أفريقيا الوسطى والسودان. نشأت سلطنة وداي في القرن السابع عشر تحت قيادة السلطان الأول عبد الكريم الذي أطاح بشعب التنجر الحاكم في المنطقة. احتلت السلطنة أرضًا كانت في السابق تحت سيطرتها و سلطنة دارفور (في السودان حاليًا) في الشمال الشرقي من سلطنة باقرمي.

## نبذة تاريخية

### أصل السلطنة
كانت وداي حكمت من قبل قبيلة البرقو والتي كانت تعرف لدي سكان دارفور باسم برقو أيضًا . دارت معارك مع بينهم وبين مملكةالتنجر ما قبل ثلاثينيات القرن السادس عشر، وتأسست نحو عام 1501. ادعى المهاجرون العرب في المنطقة بأنهم من نسل الخلفاء العباسيين، وتحديدًا من نسل صالح بن عبد الله بن عباس. استقر يامي -وهو قائد عباسي- مع المهاجرين العرب في دبا، بالقرب من أوارا (وارا) والتي أصبحت عاصمة إمبراطورية وادي لاحقًا.
احتشدت مجموعات صغيرة أخرى في المنطقة تحت الراية الإسلامية لعبد الكريم العباسي المنحدر من أسرة عباسية نبيلة في عام 1635، وبدؤوا بغزو المنطقة الشرقية، وأطاحوا بشعب التنجر الحاكم الذي قاده ملك يدعى داود آنذاك. أمّن عبد الكريم -ابن يامي العباسي- سلطته وعزز من مركزه من خلال الزواج من ميرام آيسا ابنة ملك التنجر داود، ثم عقد مواثيق زواج أخرى مع السلالات والقبائل المحلية، مثل قبائل المحاميد وبني هلبا. أصبح عبد الكريم أول كولاك (سلطان) لسلالة استمرت حتى وصول الفرنسيين.
تميّز تاريخ وداي بالحروب مع سلطنة دارفور لفترة طويلة من القرن الثامن عشر، وعانت البلاد من جفاف رهيب استمر لعدة سنوات تحت حكم يعقوب العروس (بين عامي 1681 و 1707) -حفيد عبد الكريم- في أوائل القرن الثامن عشر الميلادي.

## وصلات خارجية
- الصادق أحمد آدم. نشأة مملكة وداي الإسلامية 1501 – 1909
- الأمانة العامة لقبيلة البرقو. سلطنة وداي الملكية (دار برقو)